# 高木孝治
高木 孝治（たかぎ こうじ、1952年6月15日 - ）は、茨城県勝田市（現在のひたちなか市）出身の元プロ野球選手（投手）。

## 来歴・人物
水城高では1969年秋季関東大会県予選準決勝に進むが、磯原高に9回裏逆転サヨナラ負けを喫した。その後も県予選で敗れ甲子園には届かなかった。
高校卒業後は、日本鉱業日立に進む。エースとして鈴木康二朗がおり、あまり出場の機会はなかった。
1972年のプロ野球ドラフト会議で近鉄バファローズから7位指名を受け入団した。
なかなか一軍に上がれなかったが、1976年に一軍初登板を果たすと主に中継ぎで21試合に登板した。
1978年シーズン途中、野崎恒男との交換トレードで中島浩一と共にクラウンライターライオンズに移籍した。1979年オフ、ライオンズを自由契約となり、南海ホークスに移籍する。
1981年にはウエスタン・リーグ最多勝となり、1982年には一軍でプロ初勝利を挙げた。しかし、1983年に再び自由契約となりホークスを退団した。
阪神タイガースと打撃投手として契約し、現役復帰を目指したが叶わなかった。1988年限りで退団した。

## 詳細情報

### 年度別投手成績
| 年 度    | 球 団         | 登 板 | 先 発 | 完 投 | 完 封 | 無 四 球 | 勝 利 | 敗 戦 | セ 丨 ブ | ホ 丨 ル ド | 勝 率 | 打 者 | 投 球 回 | 被 安 打 | 被 本 塁 打 | 与 四 球 | 敬 遠 | 与 死 球 | 奪 三 振 | 暴 投 | ボ 丨 ク | 失 点 | 自 責 点 | 防 御 率 | W H I P |
| -------- | ------------- | ----- | ----- | ----- | ----- | -------- | ----- | ----- | -------- | ----------- | ----- | ----- | -------- | -------- | ----------- | -------- | ----- | -------- | -------- | ----- | -------- | ----- | -------- | -------- | ------- |
| 1976     | 近鉄          | 21    | 1     | 0     | 0     | 0        | 0     | 0     | 0        | --          | ----  | 175   | 43.2     | 32       | 1           | 21       | 0     | 1        | 13       | 0     | 0        | 11    | 9        | 1.84     | 1.21    |
| 1978     | クラウン 西武 | 3     | 0     | 0     | 0     | 0        | 0     | 0     | 0        | --          | ----  | 22    | 4.2      | 8        | 1           | 1        | 0     | 0        | 0        | 0     | 0        | 1     | 1        | 1.80     | 1.93    |
| 1979     | クラウン 西武 | 7     | 0     | 0     | 0     | 0        | 0     | 0     | 0        | --          | ----  | 22    | 4.0      | 7        | 1           | 5        | 0     | 0        | 1        | 0     | 0        | 2     | 2        | 4.50     | 3.00    |
| 1980     | 南海          | 2     | 0     | 0     | 0     | 0        | 0     | 0     | 0        | --          | ----  | 5     | 1.1      | 1        | 0           | 0        | 0     | 0        | 0        | 0     | 0        | 0     | 0        | 0.00     | 0.75    |
| 1981     | 南海          | 1     | 0     | 0     | 0     | 0        | 0     | 0     | 0        | --          | ----  | 4     | 0.2      | 2        | 0           | 0        | 0     | 0        | 0        | 0     | 0        | 0     | 0        | 0.00     | 3.00    |
| 1982     | 南海          | 9     | 0     | 0     | 0     | 0        | 1     | 0     | 0        | --          | 1.000 | 28    | 6.2      | 7        | 0           | 2        | 0     | 0        | 2        | 0     | 0        | 5     | 5        | 6.43     | 1.35    |
| 通算:6年 | 通算:6年      | 43    | 1     | 0     | 0     | 0        | 1     | 0     | 0        | --          | 1.000 | 256   | 61.0     | 57       | 3           | 29       | 0     | 1        | 16       | 0     | 0        | 19    | 17       | 2.51     | 1.41    |

- クラウン（クラウンライターライオンズ）は、1979年に西武（西武ライオンズ）に球団名を変更

### 記録
- 初登板：1976年4月3日、対阪急ブレーブス前期1回戦（阪急西宮球場）、7回裏に4番手として救援登板・完了、2回無失点
- 初奪三振：1976年4月20日、対ロッテオリオンズ前期3回戦（日生球場）、8回表に新井昌則から
- 初先発：1976年10月13日、対ロッテオリオンズ前期13回戦（後楽園球場）、1/3回3失点
- 初勝利：1982年9月26日、対阪急ブレーブス後期9回戦（大阪スタヂアム）、9回表1死に2番手として救援登板・完了、2/3回無失点

### 背番号
- 55 （1973年 - 1976年途中）
- 14 （1976年途中 - 1978年途中）
- 15 （1978年途中 - 同年終了）
- 45 （1979年）
- 48 （1980年）
- 54 （1981年 - 1983年）
- 98 （1984年 - 1988年）